# Kamienica Pipanowska w Krakowie
Kamienica Pipanowska (także Kamienica Trewanowska) – zabytkowa kamienica znajdująca się w Krakowie, w dzielnicy I przy ulicy Grodzkiej 37, na rogu z ulicą Poselską 16, na Starym Mieście.

## Historia kamienicy
Kamienica została wzniesiona w XIV wieku. Pod koniec XVI wieku znajdował się w niej szynk Zofii Kropidłowej. W 1628 została zakupiona przez Jerzego Pipana, ławnika Sądu Wyższego Prawa Niemieckiego. W 1680 budynek przeszedł w ręce włoskiej rodziny Trevano. W połowie XVIII wieku został przebudowany przez kupca winnego Marianiego. Z tego okresu pochodzi fasada podzielona pilastrami, na których znajdują się kariatydy podpierające gzyms oraz mansardowa attyka z dwoma oknami strychowymi. W I połowie XIX wieku kamienica została nadbudowana o drugie piętro według projektu Józefa Le Bruna. W 1872 budynek nabył Józef Kosz i założył w nim sklep z winami. W latach 1934–1935 w parterze elewacji umieszczono kamienne portale. Nad jednym z nich wyrzeźbiono godło przedstawiające dwa złocone winogrona. W okresie II wojny światowej w budynku funkcjonował bar „Grodzisko”, a od 1969 roku funkcjonuje restauracja „Balaton”.
2 maja 1967 kamienica została wpisana do rejestru zabytków. Znajduje się także w gminnej ewidencji zabytków.